# Andamanen
|                       | Jan  | Feb  | Mär  | Apr  | Mai   | Jun   | Jul   | Aug   | Sep   | Okt   | Nov   | Dez   |   |         |
| Mittl. Tagesmax. (°C) | 29,3 | 30,1 | 31,2 | 32,2 | 31,1  | 29,6  | 29,2  | 29,1  | 29,1  | 29,6  | 29,5  | 29,3  | ⌀ | 29,9    |
| Mittl. Tagesmin. (°C) | 21,6 | 21,3 | 22,1 | 23,6 | 23,7  | 23,5  | 23,3  | 23,2  | 22,7  | 22,6  | 22,8  | 22,6  | ⌀ | 22,8    |
|                       |      |      |      |      |       |       |       |       |       |       |       |       |   |         |
| Niederschlag (mm)     | 37,2 | 18,5 | 12,9 | 80,2 | 339,3 | 457,7 | 436,6 | 436,6 | 424,8 | 308,5 | 240,4 | 124,9 | Σ | 2.917,6 |
|                       |      |      |      |      |       |       |       |       |       |       |       |       |   |         |
| Regentage (d)         | 1,9  | 1,2  | 1,1  | 3,9  | 15,7  | 18,9  | 18,7  | 19,1  | 18,0  | 15,9  | 12,0  | 4,4   | Σ | 130,8   |

| 21,6 |

| 21,3 |

| 22,1 |

| 23,6 |

| 23,7 |

| 23,5 |

| 23,3 |

| 23,2 |

| 22,7 |

| 22,6 |

| 22,8 |

| 22,6 |

| 21,6 |

| 21,3 |

| 22,1 |

| 23,6 |

| 23,7 |

| 23,5 |

| 23,3 |

| 23,2 |

| 22,7 |

| 22,6 |

| 22,8 |

| 22,6 |

Die Andamanen sind eine zum indischen Unionsterritorium Andamanen und Nikobaren gehörende Gruppe aus 204 Inseln in der Andamanensee.

## Geografie
Die Inseln liegen etwa 300 Kilometer südsüdwestlich von Kap Negrais an der Westspitze der Irawadi-Division von Myanmar (Burma). Hauptinseln sind North, Middle und South Andaman Island (gleichzeitig die Hauptinseln von Great Andaman). Im Norden sind die Andamanen durch den Kokos-Kanal von den zu Myanmar gehörigen Kokosinseln getrennt. Den südlichen Abschluss der Inselkette bildet Little Andaman, abseits der Inselkette liegen östlich die Vulkaninseln Narkondam und Barren Island. Die Gesamtfläche der Inseln beträgt 6.408 Quadratkilometer, ihre Bevölkerung etwa 340.000, davon nur noch 4.800 Ureinwohner.
Die größte Stadt und der Hauptort auf den Andamanen ist Port Blair mit 108.000 Einwohnern. Die Böden sind fruchtbar und tragen neben Tee auch Mango, Brotfrucht, Kokosnuss und Kürbisse.
Auf den Inseln liegende Schutzgebiete umfassen u. a. den Saddle-Peak- und Mount-Harriet-Nationalpark auf North Andaman Island sowie den Rani-Jhansi-Meeres-Nationalpark, der sich über John Lawrence Island und Henry Lawrence Island erstreckt.
Es gibt auf den Andamanen etwa 23 terrestrische Schlangenarten, davon sind neun Arten endemisch, d. h. ausschließlich auf den Inseln zu finden.

## Geschichte

### Frühe Geschichte
Die Ureinwohner der Andamanen sind Negritos, die vermutlich in einer sehr frühen Wanderungsbewegung – vor mehr als 50.000 Jahren aus Afrika kommend – über Südasien auch nach Australien gelangten. Zu ihnen zählen die Onge, Jarawa, Groß-Andamaner und die so gut wie unkontaktierten Sentinelesen (siehe auch: Abschnitt „Besiedlung Australiens über Südasien“ in Ausbreitung des Menschen).
Im Jahre 871 berichteten zwei arabische Reisende von einem Besuch auf den Andamanen. Auch der italienische Handelsreisende Marco Polo erwähnt die Inseln in seinen Reiseerzählungen, ohne sie selbst besucht zu haben. Die italienischen Handelsreisenden Niccolo di Conti und Cesare Federici waren um 1440 und um 1570 in den Ländern am Indischen Ozean unterwegs und berichteten auch von den Andamanen-Inseln. Da die Andamanen über keinerlei wirtschaftlich wertvolle Güter verfügten, blieben sie für europäische Händler uninteressant. Araber, Malayen und Chinesen besuchten die Inselgruppe auf der Jagd nach Menschen für ihre Sklavenmärkte.
1789 wurde von dem Engländer Archibald Blair für die Britische Ostindien-Kompanie auf den Andamanen ein Marinestützpunkt gegründet, aber diese Siedlung wurde 1796 wieder aufgegeben.
Als ein Ergebnis des Indischen Aufstandes von 1857 wurde die Ostindien-Kompanie durch den Government of India Act 1858 aufgelöst und Britisch-Indien, also auch die Andamanen, zu einer Kronkolonie Großbritanniens.

### Strafkolonie
Als die Briten den Indischen Aufstand von 1857 niederschlugen, wurden für die dabei gemachten wichtigen Gefangenen die Andamanen zum Verbannungsort. Am 15. Januar 1858 wurden die Andamanen von der Regierung Großbritanniens offiziell zur Strafkolonie erklärt. Seit 1858 wurden hierher alle Langzeit-Sträflinge der Briten aus Indien in die Verbannung verbracht. Erst auf die Insel Chatham, doch wegen des Wassermangels dort bald auf die Insel Ross, beide bei Port Blair. Die ersten 200 Sträflinge waren Gefangene des Aufstandes von 1857, die 1858 auf den Andamanen eintrafen.
Die Sträflinge wurden meist in Baracken untergebracht und als Zwangsarbeiter auf den Inseln eingesetzt. Von 1864 bis 1867 wurde aber für Schwerverbrecher auf dem Inselchen Viper Island bei Port Blair ein Gefängnis errichtet, in dem schwere Zwangsarbeit verrichtet werden musste.
Am 8. Februar 1872 wurde Lord Mayo, Vizekönig und Generalgouverneur von Indien, bei einem Besuch der Inseln mit seiner Frau von Sher Ali Pathan, einem von den Briten zu 15 Jahren Haft Verurteilten und auf die Strafkolonie auf den Andamanen Verbannten, ermordet. Pathan hatte bereits seine Strafe auf den Andamanen verbüßt, konnte aber nach seiner Haftzeit nicht nach Indien zurückkehren. Auf Befehl der britischen Königin Victoria wurde Pathan zum Tode verurteilt und auf Viper Island gehängt.
In den 1890er Jahren begann der Bau eines neuen großen Gefängnisses auf den Andamanen, das Zellengefängnis (Cellular Jail) nahe Port Blair. Mit der Fertigstellung der ersten 138 Gefängniszellen im Jahre 1895 nahm das Zellengefängnis seinen Betrieb auf. Bei der Eröffnung des Zellengefängnisses wurde das Gefängnis auf Viper Island geschlossen und dessen Gefangene ins Zellengefängnis überführt. 1906 wurde das Zellengefängnis fertiggestellt und umfasste nun 663 Zellen. 1909 wurden weitere 30 Zellen dem Gefängnisbau hinzugefügt.
Seit 1910 wurden die Andamanen von den Briten auch für die Verbannung von politischen Gefangenen vom indischen Festland benutzt, und diese Gefangenen wurden im Zellengefängnis festgehalten. Die meisten der Strafverbannten auf den Andamanen lebten jedoch in verschiedenen Stufen von Gefangenschaft als Zwangsarbeiter auf den Inseln.
Nach einem großen Hungerstreik der politischen Gefangenen gegen die unmenschlichen Verhältnisse im Zellengefängnis und ihre politisch begründete Haft wurden auf Vermittlung von Mahatma Gandhi und Rabindranath Tagore die politischen Gefangenen 1937 freigelassen und in ihre jeweiligen Heimatorte entlassen. Damit endete 1938 die Zeit der Andamanen als Verbannungsort und Haftstätte für politische Gefangene.
Wie bedeutend der Status als Strafkolonie für die Andamanen war, wird aus der Volkszählung von 1941 deutlich. Danach lebten auf den Andamanen 21.316 Menschen, davon allein 19.489 in Port Blair. Von der gesamten Bevölkerung auf den Andamanen waren 6186 Sträflinge. Im März 1942 befanden sich 606 Gefangene im Zellengefängnis, woraus sich eine Zahl von über 5500 Sträflingen ergibt, die in verschiedenen Formen von Gefangenschaft in Baracken bis zu beinahe freiem Leben auf den Inseln festgehalten wurden.
Noch Anfang 1942 wurden etwa 200 meuternde Soldaten des Royal Indian Army Security Corps und der Central Indian Horse vom indischen Festland auf die Andamanen verbracht. Diese Gefangenen wurden gleich nach der Besetzung der Inseln durch die Japaner im März 1942 von den Japanern freigelassen, von den Briten wurden sie nach deren Rückkehr im Oktober 1945 wieder inhaftiert.

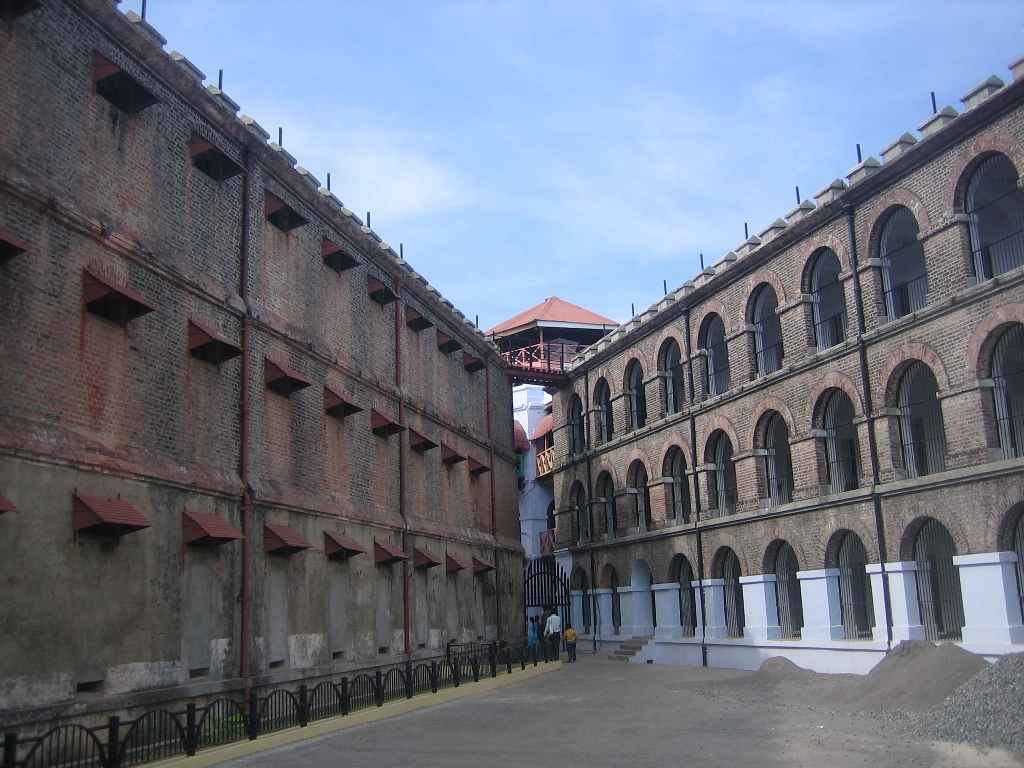
Eine Hofansicht des Zellengefängnisses

1979 wurde das Zellengefängnis zu einem „National Memorial“ Indiens erklärt und in ein Museum umgewandelt zu Ehren der dort von den Briten inhaftierten Kämpfer für die Befreiung Indiens von der britischen Kolonialherrschaft.

### Die Andamanen im Zweiten Weltkrieg
Mit der Eroberung von Burma durch die Japaner ab Dezember 1941 rückten auch die südwestlich von Burma im Bengalischen Golf gelegenen Andamanen und Nikobaren in den Frontbereich. Für die Briten waren die Inseln militärisch ohne Bedeutung und gegen die Übermacht der Japaner auch nicht zu halten. Für die Engländer ging es um die Sicherung von Indien gegen einen japanischen Angriff, nicht um die Verteidigung der Andamanen und Nikobaren.
Die Briten hatten nur eine Kompanie auf den Andamanen stationiert und Mitte Dezember 1941 entschieden, ein Bataillon mit zusätzlichen Geschützen für den Schutz der Hafenstadt Port Blair auf die Andamanen zu verlegen. Im Januar 1942 wurde die in Port Blair liegende britische Kompanie gegen ein Bataillon Gurkhas, die 4/10 Gorkha Rifles, ausgetauscht.
Am 2. Januar 1942 begann die Evakuierung von britischen und indischen Beamten und deren Familien. Schließlich wurden auch die gerade auf die Andamanen verlegten Truppen bis zum 12. März 1942 wieder abgezogen. Am 13. März 1942 verließ das letzte Schiff mit Evakuierten Port Blair Richtung indisches Festland. Weitere Evakuierungsfahrten konnten wegen der am 23. März 1942 erfolgten Besetzung der Andamanen durch die Japaner nicht mehr durchgeführt werden. Etwa 2000 Soldaten und Zivilisten waren von den Briten vor der Besetzung der Andamanen durch die Japaner abtransportiert worden. Nicht mehr evakuiert werden konnten über 100 Mann der Verwaltung, davon 16 Briten, und etwa 400 Mann der militärischen und zivilen Polizei. Es sollten auch Waffen, Munition, alle wertvollen beweglichen Güter wie elektrische Ausrüstungen (Telefon- und Funktechnik), Maultiere und Lastwagen abtransportiert werden; die drei für die Evakuierungstransporte eingesetzten Schiffe reichten dafür aber nicht aus.
Auch die wenigen britischen Offiziere, die auf den benachbarten Nikobaren-Inseln stationiert waren, sollten über Port Blair herausgebracht werden, aber auf ihrer Fahrt nach Port Blair fuhr das dafür vorgesehene kleine Schiff Sophie Marie auf eine englische Seemine und sank mit der gesamten Besatzung.
Am 14. und 16. Februar 1942 erreichte das Kampfgeschehen zum ersten Mal die Inseln. An diesen beiden Tagen griffen jeweils einige japanische Flugzeuge Port Blair an, verursachten aber nur geringe Schäden.
In der ersten Märzwoche wurde von den Briten die Zerstörung aller wichtigen militärischen Einrichtungen und Güter befohlen, wie etwa Docks, Treibstoff- und Öllager, die große Sägemühle von Chatham, Funkstationen und Flugzeuge, bevor die Japaner kamen. Seeminen wurden vor Port Blair, Kalera, Port Meadows und Stuart Sand verlegt, von denen eine der Sophie Marie zum Verhängnis wurde. Die Minenverlegungen und Zerstörungen waren noch im Gange, als die Japaner landeten. Einheimische verweigerten aber die Zerstörung der Sägemühle auf der Insel Chatham, der größten Sägemühle in Südostasien, und auch die Sprengung der Werft in Port Blair wurde von dem dafür zuständigen burmesischen Marineingenieur verhindert.
Die Besetzung der Andamanen wurde in einer gemeinsamen Operation des japanischen Heeres und der japanischen Marine durchgeführt. Am 20. März 1942 verließ die Landungsflotte Penang, eine Insel vor der Küste von Malaya, mit Kurs auf die Andamanen. Der japanische Marineverband bestand aus Minensuchern, Zerstörern und Kreuzern. Vorpostenboote und drei Truppentransporter hatten die Landungstruppen an Bord. Am 22. März 1942 erreichte der Verband die Andamanen und am 23. März 1942 morgens um 6.30 Uhr begann die Landung der Truppen in Port Blair.
Unter japanischer Herrschaft wurden die Andamanen von einem zivilen japanischen Gouverneur regiert, der unter dem Kommando des japanischen militärischen Hauptquartiers auf den Nikobaren stand. Die im Juni 1942 von den Japanern besetzten Nikobaren waren für die Japaner militärisch wichtiger als die Andamanen, weshalb auf den Nikobaren eine Militärverwaltung der japanischen Marine eingerichtet wurde, der auch die Andamanen unterstanden.

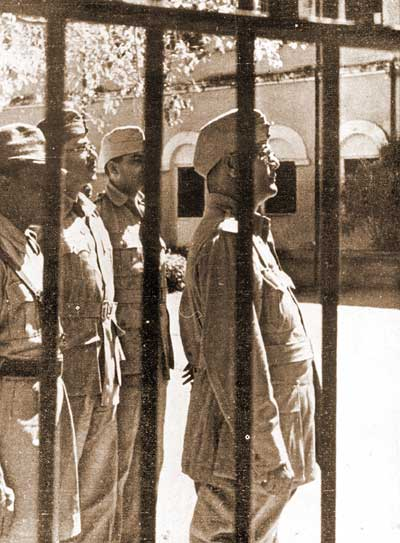
Subhas Chandra Bose besichtigt das Zellengefängnis, 30. Dezember 1943

Am 29. Oktober 1943 war die provisorische indische Regierung Azad Hind (Freies Indien) von Subhas Chandra Bose in Singapur gegründet worden, und Ende Dezember 1943 besuchte Bose in seiner Eigenschaft als Oberhaupt der Indischen Exilregierung und als Oberbefehlshaber der Indischen Nationalarmee die Andamanen. Als Teil von Britisch-Indien sah Bose die Andamanen als durch die Japaner befreites indisches Territorium an, und auch die Japaner erkannten offiziell die Andamanen und Nikobaren als Teil des neuen indischen Staates von Bose an. Einige wenige Männer der Indischen Nationalarmee wurden auf den Andamanen stationiert, und am 14. Februar 1944 traf ein „Chief Commissioner“ der provisorischen indischen Regierung in Port Blair ein. Dem Chief Commissioner wurde von den Japanern allerdings nur das „Education Department“ (Bildungsabteilung) der Inselverwaltung unterstellt. Die eigentliche Verwaltung der Inseln verblieb weitgehend in japanischer Hand.
Unter Einsatz von zur Zwangsarbeit verpflichteten Einheimischen bauten die Japaner auf den Inseln auf See gerichtete verbunkerte Artilleriestellungen, um alliierte Angriffe von der See her abwehren zu können. Auch für den Bau von Straßen und Flugplätzen wurden Zwangsarbeiter eingesetzt. Die Japaner hatten etwa 850 Chinesen und Malayen als Arbeitskräfte auf die Inseln gebracht.
Im Frühjahr 1944 planten die Briten unter dem Codewort „Buccaneer“ die Rückeroberung der Andamanen, aber für die Landungen in Frankreich im Juni 1944 (Overlord) und August 1944 (Anvil) wurden alle zur Verfügung stehenden Transportschiffe gebraucht und so wurde die Operation Buccaneer gestrichen.
Luftangriffe wurden seit 1943 von der Royal Air Force vom indischen Festland aus mit Langstreckenbombern geflogen. Im Sommer 1944 begannen auch von britischen Flugzeugträgern aus Luftangriffe auf die Andamanen. 1945 wurden die Luftangriffe verstärkt und britische Zerstörer führten Beschießungen von Zielen an der Küste durch und griffen auch den japanischen Schiffsverkehr im Raum der Andamanen an. Hauptziel der Angriffe von See und aus der Luft war Port Blair, seine Umgebung und der Hafen der Stadt.
Schon seit Mitte 1943 wurden die japanischen Nachschubschiffe für die Andamanen durch alliierte U-Boote und Flugzeuge angegriffen, und die Versorgungslage für die Bevölkerung und die Besatzer verschlechterte sich. Seit Anfang 1945 waren die Andamanen und auch die Nikobaren durch die britische Flotte im Indischen Ozean vom japanischen Nachschub völlig abgeschnitten. Versuche der Japaner, einige ihrer Truppen von den Inseln abzuziehen, scheiterten ebenfalls durch das Eingreifen der britischen Flotte.
Als Ergebnis der völligen Blockade der Andamanen verschärfte sich die Ernährungslage auf den Inseln weiter. Die Japaner versuchten, durch Zwangsdeportationen der einheimischen Bevölkerung von Port Blair auf das Land oder auf andere Inseln das Problem zu beheben. Bei einer dieser Deportationen wurden 1945 mehrere hundert Menschen mit Landungsbooten zur Insel Havelock transportiert und mit Gewalt von den Booten ins Wasser vor der Insel getrieben. Hunderte dieser Deportierten kamen auf Havelock ums Leben, hauptsächlich durch Verhungern.
Nach dem Waffenstillstand in Asien am 15. August 1945 gab der japanische Gouverneur der Andamanen am 21. August 1945 der Bevölkerung das Kriegsende bekannt. Um die dringendste Not auf den Andamanen zu lindern, wurde von alliierter Seite zunächst ein Mercy Ship (Barmherzigkeitsschiff) mit Lebensmitteln und Kleidung zu den Andamanen geschickt. Am 26. September 1945 traf die Bandara in Begleitung des kleinen Kriegsschiffes INS Narbada in Port Blair ein. Erst am 7. Oktober 1945 trafen mit der 116. Indischen Infanteriebrigade die ersten britischen Truppen in Port Blair und somit auf den Andamanen ein. Am 9. Oktober 1945 fand in Port Blair die offizielle Kapitulation der japanischen Truppen auf den Andamanen statt. Die 15.000 japanischen Soldaten dort wurden Kriegsgefangene und 1945 und 1946 beim Wiederaufbau auf den Inseln eingesetzt.
Während der japanischen Besetzung waren etwa 3000 Einheimische umgekommen. Genaue Zahlen sind nicht überliefert, da die Japaner alle Dokumente über ihre Besatzungszeit auf den Andamanen vor ihrer Kapitulation vernichtet hatten. Ungefähr 1800 starben durch alliierte Luftangriffe, Unterernährung und Krankheiten, 1200 durch Folter und Ermordung durch die Japaner. Viele Opfer unter der Bevölkerung kostete der japanische Argwohn, die Einheimischen würden Spionage für den Feind betreiben. Der Spionage Verdächtigte bezahlten nicht selten den Verdacht mit ihrem Leben, oft unter Folter. Die japanischen Befürchtungen waren unter anderem durch das Auffangen von Funksprüchen von den Andamanen ausgelöst worden, die aber nicht von Einheimischen, sondern von englischen Spionagetrupps, die auf die Inseln geschickt wurden, abgesendet wurden.

### Die Andamanen seit 1945
Am 7. Februar 1946 gingen die Andamanen von der britischen Militärverwaltung in britische Zivilverwaltung unter einem Chief Commissioner über.

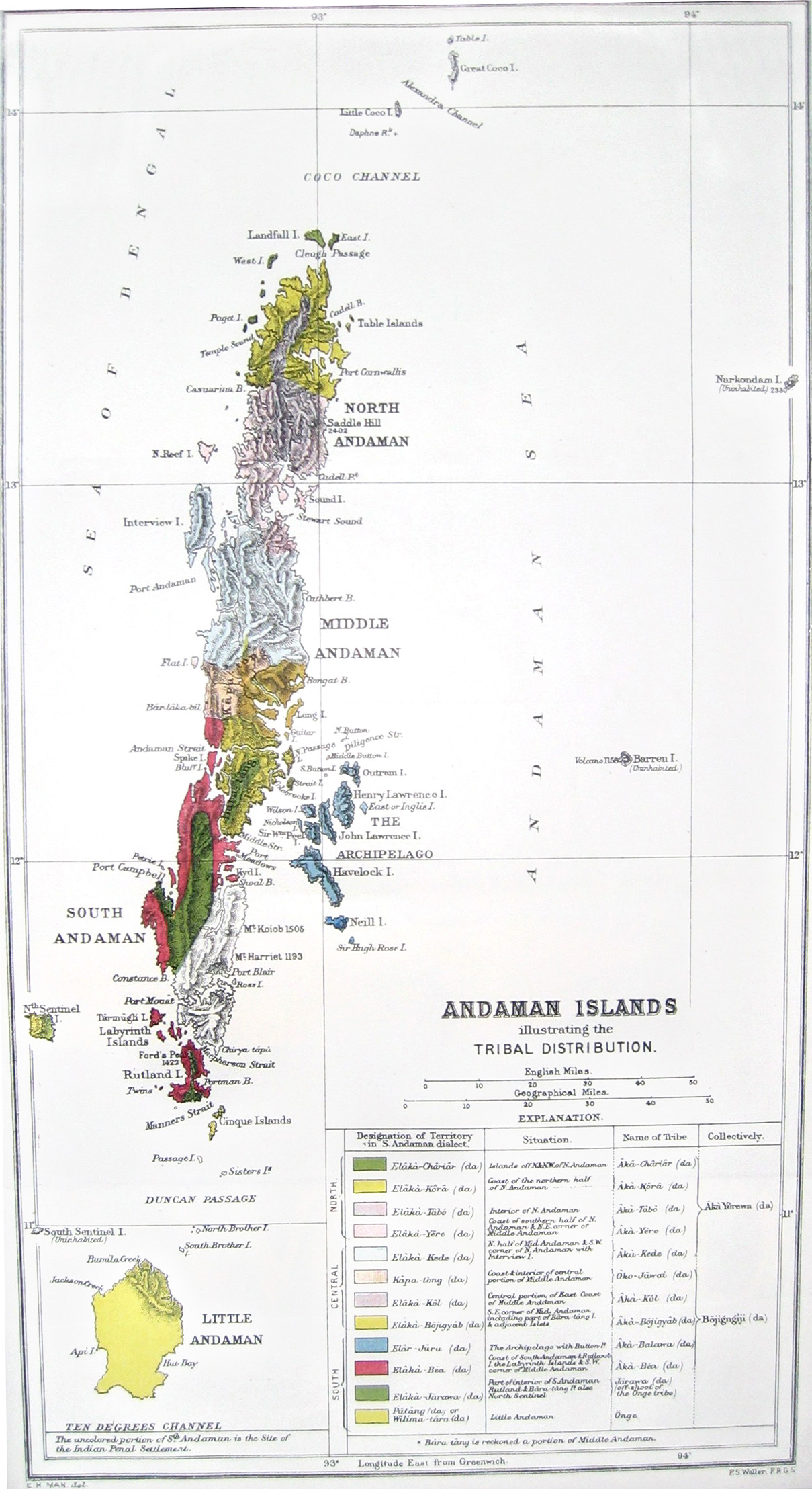
Karte mit Völkern und Sprachen der Inseln, 1923

Mit der Teilung Britisch Indiens kurz vor der Unabhängigkeit 1947 in einen hinduistischen und einen moslemischen Staat, auf den Willen der moslemischen Politiker hin, entbrannte auch ein Streit über die zukünftige Zugehörigkeit der Andamanen und Nikobaren zu einem der beiden neuen Staaten. Nehru führte als Beweis, dass die beiden Inselgruppen zu einem hinduistischen Staat Indien gehören, die Volkszählung von 1941 an. Diese Volkszählung ergab an Einwohnerzahl auf den Andamanen und Nikobaren insgesamt 34.000 Menschen, von denen sich aber nur 8000 zum Islam bekannten.
Als die Unabhängigkeit Indiens von Großbritannien abzusehen war, versuchten politische und militärische Kreise in Großbritannien, wie der Minister für Indien im britischen Kabinett, Patrice Lawrence, die Inseln als militärstrategische Basis beim Vereinigten Königreich zu halten. So wurde im März 1947 vom englischen Militär vorgeschlagen, in Port Blair und auf Car Nicobar Luftwaffenbasen einzurichten.
Entschieden wurde der Streit über die zukünftige Zugehörigkeit der Inseln vom britischen Vizekönig von Indien, Lord Mountbatten. Er empfahl der britischen Regierung, die Andamanen und Nikobaren dem zukünftigen, hinduistisch geprägten indischen Staat zuzuschlagen, und so geschah es.
Durch die Teilung Indiens 1947 kam es zur Massenflucht von Hindus aus dem neuentstandenen Pakistan, und Tausende der geflohenen Bengalen aus Ostpakistan wurden von der indischen Regierung auf den Andamanen angesiedelt. Die Zuwanderung von Indern vom Festland auf die Andamanen hält bis heute an.
Ende Dezember 2004 kam es in der Region als Folge von dem Erdbeben im Indischen Ozean und dem danach folgenden Tsunami an den Küsten zu katastrophalen Verhältnissen und Zerstörungen der lokalen Infrastruktur.

## Bevölkerung

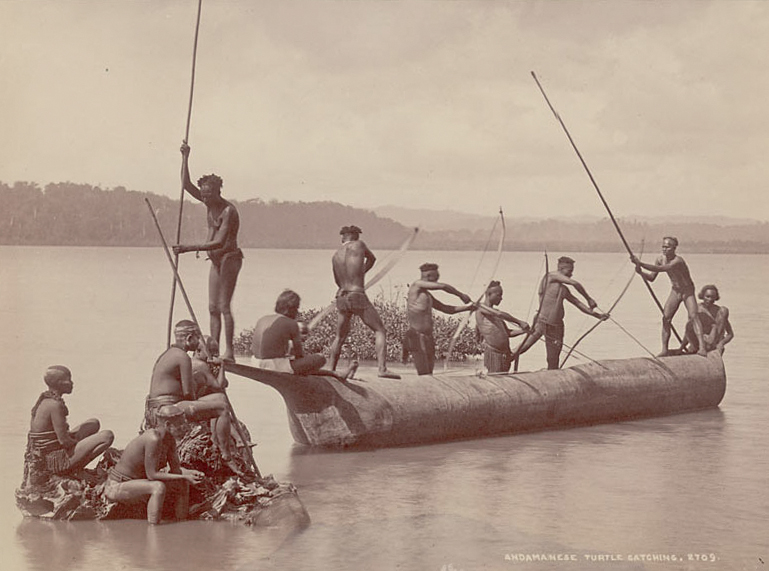
Andamaner beim Fang von Schildkröten, um 1900

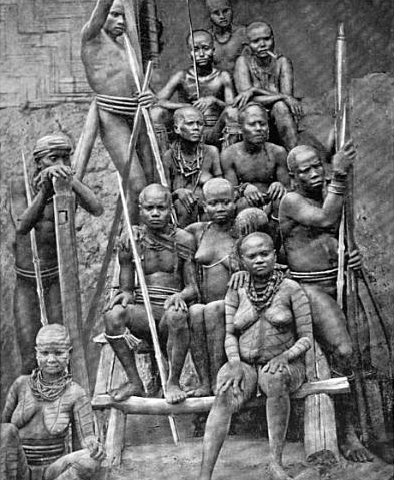
Negritos, um 1900

Zu den Ureinwohnern der Andamanen (Andamaner) zählen die Onge (derzeit rund 100 lebende Personen), Jarawa (300), Groß-Andamaner (58) und die so gut wie unkontaktierten Sentinelesen (100), die alle sprachlich, kulturell und auch genetisch miteinander verwandt sind. Der Stamm der Bo ist mit der 85-jährigen Boa Senior, die am 5. Februar 2010 starb, ausgestorben. Sie waren Wildbeuter und Jäger, gehörten zu den „Negritos“ und stellten den Rest einer der ältesten Bevölkerungsschichten Südasiens dar. Die meisten Ureinwohner fielen der Kolonisation und Nutzung der Inseln als Gefangenenlager zum Opfer.
1858 schätzte die britische Kolonialmacht die Zahl der Eingeborenen auf den Andamanen auf 8000. Die später alle zehn Jahre durchgeführten Volkszählungen ergaben für die Ureinwohner der Inseln folgende Zahlen:
| Jahr | Eingeborene |
| ---- | ----------- |
| 1901 | 2310        |
| 1911 | 1317        |
| 1921 | 0903        |
| 1931 | 0510        |
| 1951 | 10323       |
| 1961 | 10748       |
| 1971 | 10431       |
| 1981 | 10422       |

Der starke Einbruch in der Bevölkerungszahl der Ureinwohner ist hauptsächlich auf Todesfälle durch eingeschleppte Krankheiten zurückzuführen.
Die gesamte Einwohnerzahl auf den Andamanen betrug:
| Jahr | Einwohner |
| ---- | --------- |
| 1951 | 030.000   |
| 1961 | 080.000   |
| 1971 | 120.000   |
| 1981 | 200.000   |
| 1991 | 280.000   |

Zur Zeit der Volkszählung 2001 hatten die Andamanen 314.084 Einwohner, mehrheitlich indische Einwanderer. Durch die Tsunamis infolge des Seebebens vom 26. Dezember 2004 vor Sumatra sollen nach amtlichen Schätzungen vom 29. Dezember 2004 rund 5000 Bewohner der Andamanen ums Leben gekommen sein.

## Sprachen
Die andamanischen Sprachen der Ureinwohner gehören zu den ältesten Sprachen Südasiens und sind nach heutiger Einschätzung mit keiner anderen Sprachgruppe verwandt.